# Old Road
Old Road è un centro abitato di Antigua e Barbuda, situato sull'isola di Antigua, nella parrocchia di Saint Mary, della quale è il capoluogo.